# Jordán Gyula
Jordán Gyula (1940. október 10. – 2012. május 28.) történész, az ELTE Társadalomtudományi Kar docense, Kína legújabb kori történelmének kutatója. Számos, Kína történelmével és gazdaságával foglalkozó könyvet írt, munkái alapműnek számítanak a magyar Kína-kutatók számára, gyakran hívták szakértőnek televíziós csatornák és újságok.

## Élete és pályafutása
1959-ben vették fel az Eötvös Loránd Tudományegyetem Bölcsészettudományi Karára, ahol 1964-ben szerzett diplomát. 1973-ban védte meg A kínai harmadik forradalmi polgárháború néhány történeti és politikai problémája (1945–1949) című doktori disszertációját. 1980-ban kezdett el a Bölcsészettudományi karon oktatni, majd később docensként a Társadalomtudományi Karon. 1990–93 között tanszékvezető volt.
Számos tanulmányt írt a kínai reformfolyamatokról, az ország gazdasági fejlődéséről, újkori történelméről és politikájáról. 
Tagja, majd alelnöke volt a Magyar–Kínai Baráti Társaságnak.

## Fontosabb munkái
- Kína története (1999)
- Tajvan története (2005)
- Kína a modernizáció útján a XIX-XX. Században (társszerző: Tálas Barna)
- Az ég magas, a császár messze van – Igazságszolgáltatás, jog és politika Kínában (2008)